# Кузьки
Ку́зьки — село в Україні, у Попівській сільській громаді Конотопського району Сумської області. До 2020 центр Кузьківської сільської ради, до складу якої входили також села Гути, Жолдаки, Новоселівка, Раки. Населення становить 750 осіб.

## Географія

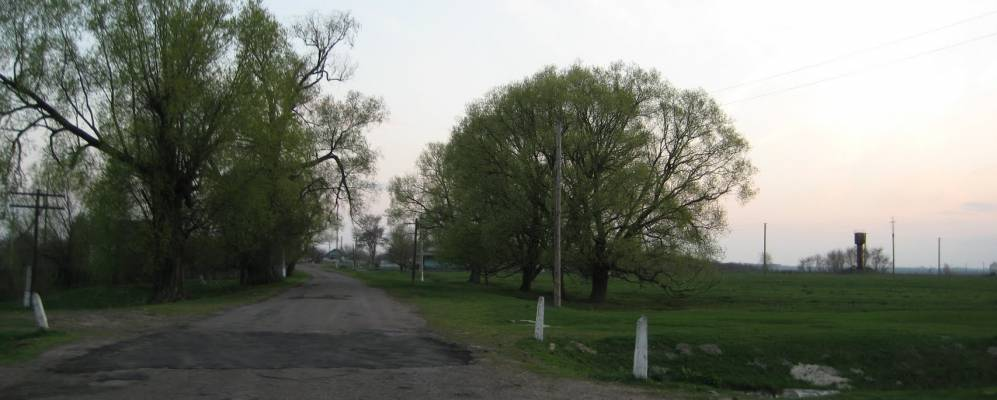
Фото села Кузьки восени

Село Кузьки знаходиться на березі безіменної річки, притоки річки Єзуч, вище за течією на відстані 1,5 км розташоване село Гути, нижче за течією на відстані 2 км розташоване село Раки. До райцентру міста Конотоп - 8 км. До села примикає великий лісовий масив урочище Голоборовська Дача.

## Історія
Про час заснування села Кузьки архівних даних немає. За переказами старожилів, його засновниками є хуторяни Сизон і Кузько.
Рід Кузько продовжувався й надалі до встановлення там радянської влади 1918 року. Задля втаємничення свого надбання рід Кузько «зникає» у шлюбних зв'язках з родом цього ж села з прізвищем Прокопенко.
Село постраждало внаслідок геноциду українського народу, проведеного окупаційним урядом СССР 1923-1933 та 1946-1947 роках.

## Сьогодення
На території сільської ради здійснюють діяльність: Кузьківська сільська рада, фермерське господарство, цегельний завод, релігійна громада УПЦ МП, фельдшерсько-акушерський та три фельдшерських пункти, сільський будинок культури та бібліотека, приватні крамниці, двоє поштових відділень, база відпочинку та дитячий оздоровчий табір.

## Футбольний клуб "Сейм"

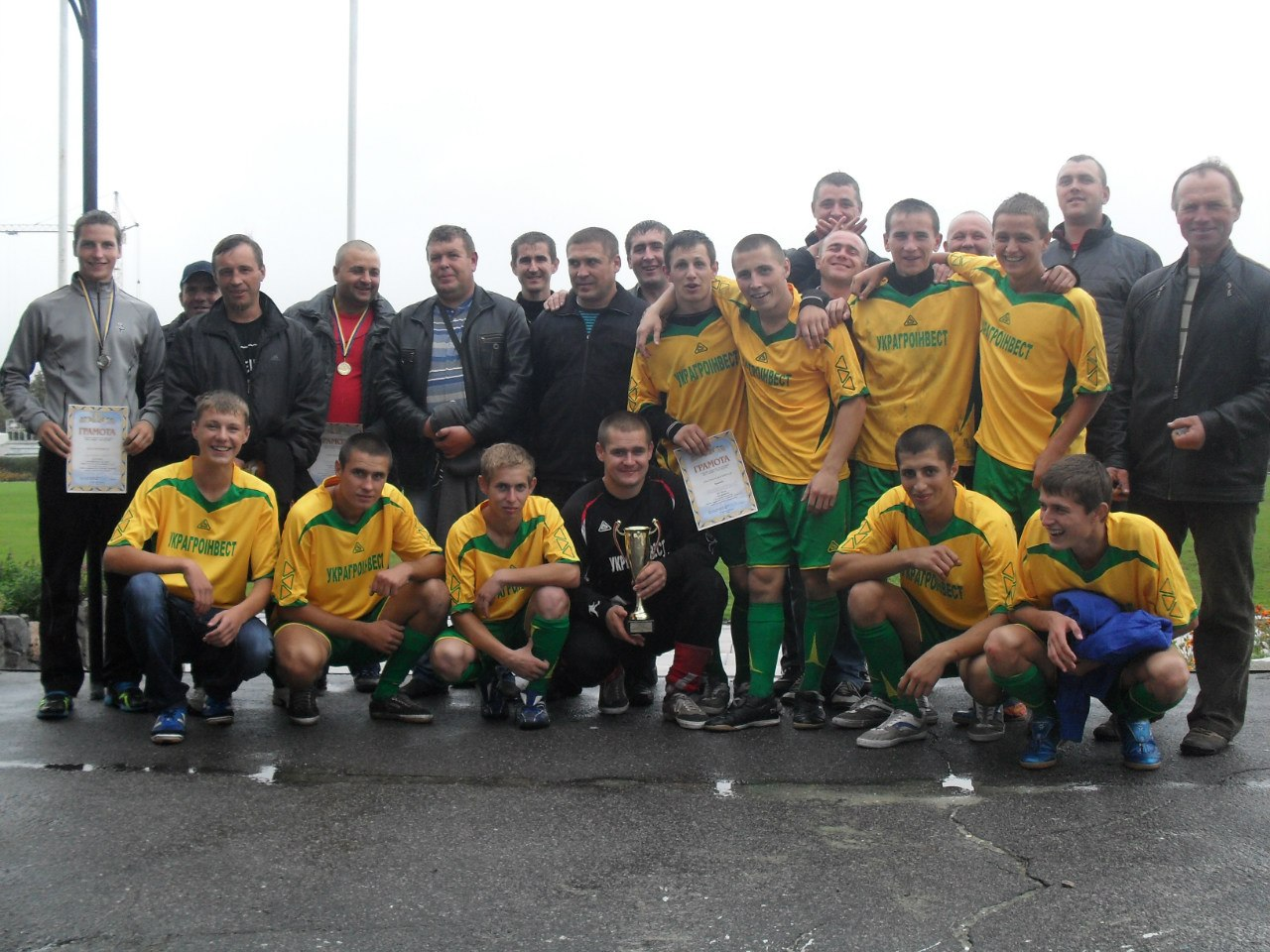
Спортивна збірна Кузьківської сільської ради

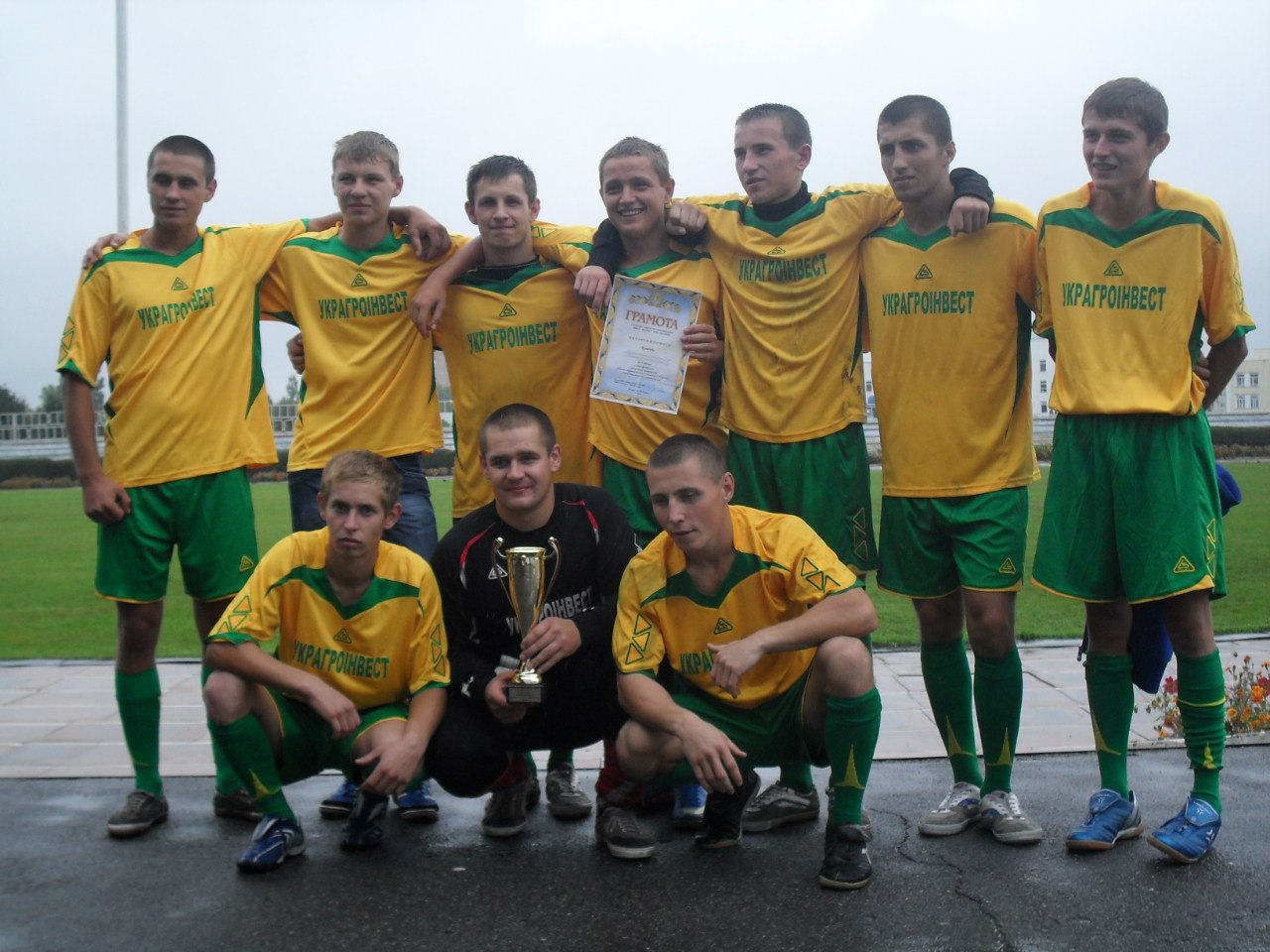
ФК «Сейм»

ФК «Сейм» - футбольний клуб сільської ради у якому грають футболісти із Кузьків, Жолдаків, Гут, Новоселівки, Раків та Конотопу. Наразі є дуже перспективним та одним із наймолодіших за віком гравців.
У 2014 році клуб став чемпіоном району та області по міні-футболу.
Бронзовий призер чемпіонату Конотопського району по футболу в сезонах 2020 та 2022.
Фіналіст кубка Конотопського району по футболу 2021 року.
Учасник Чемпіонату Сумської області по футболу 2022 року.

## Пам'ятки
- Драгомирівщина (заповідне урочище)

## Цікаві факти
В селі Кузьки опару для пасок роблять на основі відвареної картоплі.